# Эстонский энциклопедический словарь
Эстонский энциклопедический словарь — краткое универсальное справочное издание, посвящённое Эстонии. Представлены понятия, связанные с историей, географией, экономикой Эстонии на протяжении всего её развития. Все основные понятия даны на русском языке, в скобках название на языке оригинала, дефиниция, справка. Алфавитный словарь содержит около 4000 статей.
Эстонский энциклопедический словарь является третьей частью трилогии, посвящённой Эстонии: первая книга — тематический справочник «Эстония — Eesti», вторая книга — «Эстонский биографический словарь».

## Издание
Издательство «KRK» выпустило в свет словарь в 2008 году.
Подготовка к изданию заняла около пяти лет.

### Характеристика
Эстонский энциклопедический словарь
Составители: Игорь Коробов, Людмила Раудтитс
Художник: Юрий Матузов
Издательство: KRK
Год: 2008
Тип обложки: твёрдый переплёт
Страниц: 328
Иллюстрации: 101
ISBN 978-9985-840-13-9

## Содержание
В словаре представлены понятия, связанные с особым статусом Остзейских провинций и губерний, например: ландтаг, ландратская коллегия, Эстляндская средняя инстанция и др., а также понятия, опосредованно связанные с Эстонией, например, Эстляндское герцогство (фактически не существовавшее как административная единица и употреблявшееся в титулах датских и шведских королей). Представлены понятия, связанные с любекским правом и функционированием городов в шведское и российское время, например, ратман, бюргермейстер, различные учётные единицы (ландролле, гак). Объясняются термины эстонского народного костюма, кухни, народной музыкальной культуры (напр. мурумютс, мульгикапсад, торупилль и пр.).
В качестве приложения приводятся списки гроссмейстеров, епископов, губернаторов, кавалеров Рыцарского креста, Креста Свободы, героев Советского Союза, премьер-министров, президентов.